# Bývalé oblastní rady v Izraeli
Toto je přehled bývalých Oblastních rad v Izraeli. Oblastní rady jsou nižší jednotkou územní správy a samosprávy v Izraeli. Sdružují vždy několik sídel, většinou vesnického charakteru, a společně rozhodují o regionálních otázkách územního plánování, rozvoje školské sítě, turistiky nebo ekologie.
V historii státu Izrael některé oblastní rady zanikly, byly rozděleny, připojeny k sousedním oblastním radám, nebo jejich členské obce změnily status na sídla městského typu (místní rady).

## Seznam bývalých oblastních rad v Izraeli
- Oblastní rada Abú Basma (zrušena r. 2012, rozdělena na oblastní radu al-Kasum a oblastní radu Neve midbar)
- Oblastní rada Ef'al (v Telavivském distriktu, uváděna r. 1961, 1972, 1983 a 1995[1])
- Oblastní rada ha-Ela (r. 1964 sloučena do oblastní rady Mate Jehuda[2])
- Oblastní rada Even ha-Ezer (r. 1964 sloučena do oblastní rady Mate Jehuda[2])
- Oblastní rada Ga'aton (r. 1982 sloučena do oblastní rady Mate Ašer[3])
- Oblastní rada Gizo (r. 1964 sloučena do oblastní rady Mate Jehuda[2])
- Oblastní rada Hadar ha-Šaron (r. 1984 sloučena do oblastní rady Lev ha-Šaron[4])
- Oblastní rada Harej Jehuda (r. 1964 sloučena do oblastní rady Mate Jehuda[2])
- Oblastní rada Chof Aza (r. 2005 zanikla)
- Oblastní rada Jarkon (r. 1980 sloučena do oblastní rady Drom ha-Šaron[5])
- Oblastní rada Jizre'el (r. 1980 sloučena do oblastní rady Jizre'elské údolí[6])
- Oblastní rada Kišon (r. 1980 sloučena do oblastní rady Jizre'elské údolí[6])
- Oblastní rada Mif'alot Afek (r. 1980 sloučena do oblastní rady Drom ha-Šaron[5])
- Oblastní rada Na'aman (r. 1982 sloučena do oblastní rady Mate Ašer[3])
- Oblastní rada Nachal Iron (v Haifském distriktu, uváděna r. 1995[1])
- Oblastní rada Nof ha-Galil (v Severním distriktu, uváděna r. 1995[1])
- Oblastní rada Merkaz ha-Galil (v Severním distriktu, uváděna r. 1972 a 1983[1])
- Oblastní rada Sulam Cur (r. 1982 sloučena do oblastní rady Mate Ašer[3])
- Oblastní rada ha-Šaron ha-cfoni (r. 1984 sloučena do oblastní rady Lev ha-Šaron[4])
- Oblastní rada ha-Šaron ha-tichon (r. 1980 sloučena do oblastní rady Drom ha-Šaron[5])